# كازين

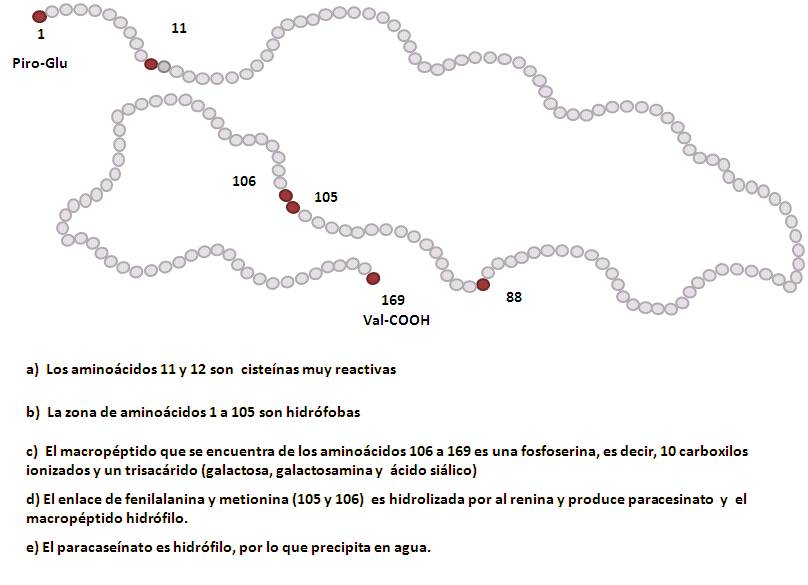

الكَازين أو الجُبْنين أو الدَّوْغ (بالإنجليزية: Casein)‏، وهو البروتين الرئيسي الذي يستخرج من اللبن، ويشكل العنصر الأساسي في الجبن. وينفصل الجبنين في شكل لبن رائب لدى تخثر الحليب أو إضافة الحمض إليه. كما ينفصل من الحليب الحلو لدى إضافة إنزيم الرينين إليه. ويحتوي الجبنين على الكربون والهيدروجين والنيتروجين والأكسجين والفوسفور والكبريت. والجُبْنين النقي أبيض جامد لا طعم له ولا رائحة. ويحتوي حليب البقر على حوالي 3% من الكازينوجين، وهي المادة التي ينتج منها الجبنين.
وكذلك يعرف الكازين بأنه مجموعة من البروتينات التي تحتوي على مركبات فسفورية (فسفوبروتين) والتي تترسب عند إضافة الحامض إلى الحليب عند ph=4.6 وعلى درجة حرارة 20 درجة مئوية.
الترسيب الكامل للكازينات يتم بعدة طرق:
1- إضافة الحامض: ان إضافة الحامض إلى الحليب يؤدي إلى تحول الكالسيوم المرتبط بالجسيمات الكازينية وفوسفات الكالسيوم الغروية الداخلة في ارتباطات الكازين مع بعضها إلى الحالة المتأينة ويصبح بشكل ذائب أي ينفصل من الجسيمات الكازينية مما يؤدي إلى ترسيبها بسبب حصول حالة التعادل الايوني حيث تكون محصلة الشحنات صفر.
2-الطرد المركزي: يعمل الطرد المركزي على ترسيب الكازينات أي الجسيمات الكازينية بأكملها مع محتوياتها من الكالسيوم والفسفور والاملاح الأخرى عند استخدام قوة طرد مركزي عالي في مثل هذه الحالة تبقى نسبة من الكازين الذائب الذي تبلغ نسبته من 20-5 من الكازين الكلي لايترسب.
3-طريقة الترسيب بالاملاح: تتم بأضافة كمية من كبريتات الامونيوم مقدارها 26.4gm/100ml على درجة حرارة 22 درجة مئوية، من عيوب هذه الطريقة انها تسبب في ترسيب نسبة من بروتينات الشرش مع الكازين.
4- طريقة انزيمية: باستخدام انزيم الرنين أو انزيمات أخرى.
ويتم إنتاج الجُبْنين على المستوى التجاري، من الحليب المقشود، بعد فصل اللبن المتخثر وتجفيفة وطحنه. ويكون لون الجبنين المنتج تجاريًا أصفر باهتًا، وله رائحة لطيفة، ويستخدم في صناعة الأدوية ومستحضرات التجميل، وفي تغرية الورق بجانب استخدامه في صناعة الغراء المانع لنفاذ الماء، ودهانات الكازين، والمنتجات البلاستيكية مثل الأزرار.
أيضا تكمن اهميته لبناة الأجسام قبل النوم كونه بطئ الامتصاص ويغذي الجسم خلال فترة النوم.